# باشگاه فوتبال خزر باکو
باشگاه فوتبال خزر باکو (ترکی آذربایجانی: Xəzər Futbol Klubu) یک باشگاه فوتبال در شهر باکو، پایتخت جمهوری آذربایجان است.

## تاریخ
این باشگاه در سال ۲۰۱۷ میلادی تأسیس شد و از آن زمان در لیگ دسته یک جمهوری آذربایجان حضور دارد. تیم خزر باکو توانسه در فصل ۱۸-۲۰۱۷ لیگ دسته اول جمهوری آذربایجان به مقاوم قهرمانی این مسابقات دست یابد.